# 少數民族語言
少數民族語言（Minority language）是指地區內少數族群使用的語言。截至2008年，193個國際承認的主權國家中有約5,000至7,000種語言，其中大部分是少數族群語言。在歐洲、加拿大和世界某些地區，以憲法或立法來確立少數民族語言的地位。
有些少數民族語言是一國的官方語言之一，同時在另一國是多數民族的官方語言，如愛爾蘭語是愛爾蘭共和國的官方語言。無國家民族的族語通常被視作少數民族語言。
沒有國家語言地位的主要少數民族語言包括︰
- 旁遮普語︰8,800萬使用者，巴基斯坦和印度部分地區的官方語言
- 爪哇語︰8,000萬使用者，蘇利南部分地區的官方語言
- 馬拉地語︰9,000萬使用者，印度部分地區的官方語言
- 信德語︰6,000萬使用者，巴基斯坦和印度部分地區的官方語言
- 古吉拉特語︰5,000萬使用者，印度部分地區的官方語言
- 邁蒂利語︰5,000萬使用者，印度部分地區的官方語言
- 普什圖語︰4,500萬使用者，阿富汗和巴基斯坦部分地區的官方語言
- 庫爾德語︰4,000萬使用者，伊拉克部分地區的官方語言
- 馬拉雅拉姆語︰3,500萬使用者，印度部分地區的官方語言

## 外部連結
- Mikroglottika, Journal about Minority Languages